# Marina Yee
Marina Yee (Antwerpen, 1958) is een bekende Belgische modeontwerper en wordt tot de Antwerpse zes gerekend. Duisternis, mysterie en een sterk vrouwenbeeld staan bij haar centraal. In tegenstelling tot de andere vijf ontwerpers van De Zes vindt zij voor zichzelf geen evenwicht tussen artistieke vrijheid en het harde modesysteem waardoor zij finaal uit de groep stapt in 1988. Wat volgt, is een hobbelig maar artistiek parcours waarbij Marina het gangbare modesysteem van seizoenscollecties en commercieel ontwerp volledig schuwt. Vandaag de dag is Marina Yee kunstenaar/modeontwerper en docent 3e Bachelor Mode aan KASK Gent. 

## Begin carrière
Ze volgde eerst een opleiding aan het Sint-Lucasinstituut te Hasselt om daarna aan de Koninklijke Academie voor Schone Kunsten van Antwerpen te studeren tot 1981. Op deze school leerde zij de overige leden van de Antwerpse Zes kennen. Vervolgens gaat het snel. Vrijwel meteen na haar studie bieden financiële partners zich aan; eerst Bassetti en vervolgens Hobo. Met een financiële partner hoeft Marina zich niet te bekommeren over de zakelijke kant van het mode maken. 
Voor Hobo ontwierp zij de collectie genaamd 'Marie’. Over die samenwerking heeft Marina Yee gezegd dat die collectie niet volledig haar stempel droeg. "Het was niet 'Marina Yee', maar er zat toch veel meer in van mezelf dan bijvoorbeeld in het commerciële werk dat ik had gedaan, samen met Dirk Bikkembergs, voor lederfabrikant Gruno & Chardin”, aldus Marina Yee zelf in De Morgen in 1999. Marina beseft dat de financiële partner van haar verkoopbare mode verwacht. Ze heeft geen volledige vrijheid op creatief vlak en besluit uit het project Marie te stappen.

## Stoppen met mode
Marina Yee kampt met moeilijkheden om vrijuit mode te maken. Gevoelens van onzekerheid en perfectionisme fnuiken haar. Hierover zegt ze: “Als ik 'Marina Yee' wou uitbeelden, zat dat ineens hier (ze houdt haar twee vuisten ter hoogte van haar slokdarm). Ik ben rusteloos, altijd op zoek. Maar ondertussen zag ik dat de anderen het wél konden en ik voelde me een mislukkeling." Ook haar relatie met de wereldberoemde modeontwerper Martin Margiela speelt een rol. Marina Yee ontmoet hem in 1975 op Sint-Lucas in Hasselt. Op de Modeacademie in Antwerpen worden zij een koppel. De relatie gaat later stuk. Echter, rond 1988 zijn zij terug een koppel en woont Marina bij hem in Parijs. Onder andere door het grootse succes van Margiela begin jaren negentig loopt de relatie stuk. Ook haar relatie met de mode krijgt op dat moment een flinke klap. Ze ontwikkelt een degout voor het modesysteem van massaal produceren waarbij het creatief proces in het gedrang komt. In '92 verhuist zij van Parijs terug naar België. Ze stopt met de mode en opent een snackbar in Brussel aan het Vossenplein, genaamd Indigo.

## Verdere carrière
Haar verdere carrière is er één van vele ups en downs waarbij zij in interviews vaak aangeeft dat haar band met de modewereld een zeer moeilijke is. In de jaren die volgen werkt Marina Yee in opdracht van verschillende modebedrijven — vaak uit financiële overwegingen —  maar waagt zij zich ook aan andere disciplines zoals interieurdesign en kunst. 
Enkele projecten die de pers haalden, zijn de volgende: In 1999 ontwerpt zij voor het Belgische merk Lena Lena een wintercollectie. Het merk werd opgericht door oud-modejournaliste Miet Crabbé. Lena Lena brengt mode voor vrouwen met rondere vormen. Van 2000 tot 2002 ontwerpt zij incognito de vrouwencollecties van Dirk Bikkembergs. In 2002 loopt zowel de zakelijke als de persoonlijke relatie stuk. In 2003 opent zij een atelier in Brussel waar zij unieke creaties ontwerpt en naait op basis van bestaande kleding en tweedehands stoffen.In 2011 komt Marina met  een interieurstoffenlijn voor het Belgische Aristide op de proppen. Het gaat om negen collecties die gebaseerd zijn op vier aspecten van haar karakter: het rebelse, het elegante, het kinderlijk onschuldige en het nomadische.Samen met Modeacademie alumnus Louison Grajcar brengt zij in 2015 een parfumlijn uit.

## Comeback
In 2018 ontwerpt Marina een nieuwe collectie die door de Belgische modepers onthaald wordt als haar grote comeback. Het is namelijk haar eerste collectie sinds 2005. De mini-collectie M.Y. Project bestaande uit vijf ontwerpen, komt er op vraag van Laila Tokyo, een high fashion kledingwinkel in Japan. De collectie behandelt het thema van duurzame mode: de kledingstuks zijn gemaakt van tweedehands stoffen uit vintage winkels en rommelmakten. Inspiratie voor de vorm haalt zij uit klassieke regenjassen zoals de trench coat, de zeemansjas en de parka. Het project is een duidelijke tegenreactie over de overproductie die er in de mode heerst. De collectie wordt getoond samen met een overzichtstentoonstelling van haar werk.

## Tegen het modesysteem
In 2018 laat zij het volgende optekenen in De Morgen Magazine: “Geleidelijk aan ontdekte ik dat mijn creativiteit de gangbare grenzen niet wenste te respecteren, en dat ik de opgelegde codes van de modewereld met de voeten trad. Ik ging, naast mode, ook het ruimere spectrum van kunst, interieur, objectdesign en theaterkostuumontwerp verkennen. Prachtig, die onverzadigbare nieuwsgierigheid naar alles. Een rijkdom! Maar soms vermoeiend omdat er veel rusteloosheid mee gepaard gaat”.
Marina heeft heel haar carrière lang moeite met het modesysteem: met overconsumptie en het gebrek aan kunstzinnigheid in de commerciële modewereld. De snelheid en het ritme van de mode schrikken haar af omdat het de creatieve vrijheid in de weg staat. Ook de overconsumpte en het overaanbod van de mode stoort haar. Hierover zegt ze tegen De Morgen: “Ik wil af van die consumptie. Er is te veel, alle gaten zijn gevuld en er valt niets meer te ontdekken”. Ze voelt zich beter in crossmediale projecten waar naast mode ook andere disciplines aan bod komen.
Ambacht draagt zij hoog in het vaandel. In 2003 zegt zij in De Standaard: “Ik wil geen collectie maken die geproduceerd wordt. Klonen, noem ik dat. Ik wil het gewoon niet. Dan verlies ik mijn identiteit als ontwerpster. (...) Een kleermaakster ben ik niet. Ik noem mezelf een prutskous. Naaien en stikken en spelen. Zoals een kind. Precies zoals ik vroeger altijd deed. Het is één chaos. Dat vind ik juist fijn".

## Duurzaamheid
Van in het begin van haar carrière draagt zij duurzaamheid hoog in het vaandel. Zo hanteert zij graag gebruikte materialen. Hierover zegt zij in De Standaard in 2003: “Ik gebruik gordijnen. Stoffen die ik vind op de rommelmarkt, stoffen die ik zelf was, stoffen die ik vind in kleren die ik thuis heb liggen, of die mensen me geven, stoffen die mij iets zeggen. Dat vind ik veel interessanter.''Sociaal engagement is haar niet vreemd. Zo ontwerpt zij in 2007 tijdens een workshop samen met studenten van Saint-Luc, de modeschool van Doornik, 22 poppen. De poppen maakt zij op vraag van Kids Fashion in Parijs. De poppen worden geschonken aan kinderen die gevestigd zijn in een vluchthuis voor mishandelde vrouwen te Brussel.